# Opere di Giotto
Segue un elenco delle opere di Giotto, ordinate in ordine cronologico.

## Opere
| Immagine | Titolo                                                                   | Data            | Tecnica                        | Dimensioni in cm | Paese              | Città              | Luogo di conservazione                    | Attribuzione e note |
| -------- | ------------------------------------------------------------------------ | --------------- | ------------------------------ | ---------------- | ------------------ | ------------------ | ----------------------------------------- | --- |
|          | Madonna di Borgo San Lorenzo                                             | 1291-1295 circa | tempera e oro su tavola        | 81,6x41          | Italia             | Borgo San Lorenzo  | Pieve di San Lorenzo                      | Frammento di una Maestà perduta |
|          | Crocifisso di Santa Maria Novella                                        | 1290-1295 circa | tempera e oro su tavola        | 578x406          | Italia             | Firenze            | Basilica di Santa Maria Novella           | |
|          | Madonna di San Giorgio alla Costa                                        | 1295 circa      | tempera e oro su tavola        | 180x90           | Italia             | Firenze            | Museo diocesano di Santo Stefano al Ponte | |
|          | Benedizione di Isacco a Giacobbe                                         | 1291-1295 circa | affresco                       | 300x300          | Italia             | Assisi             | Basilica superiore                        | Attribuito al Maestro d'Isacco, probabilmente il giovane Giotto stesso.                                                                        |
|          | Esaù respinto da Isacco                                                  | 1291-1295 circa | affresco                       | 300x300          | Italia             | Assisi             | Basilica superiore                        | Attribuito al Maestro d'Isacco, probabilmente il giovane Giotto stesso.                                                                        |
|          | Giuseppe calato nel pozzo                                                | 1291-1295 circa | affresco                       | 300x300          | Italia             | Assisi             | Basilica superiore                        | Attribuito al Maestro d'Isacco, probabilmente il giovane Giotto stesso.                                                                        |
|          | Ritrovamento della coppa nel sacco di Beniamino                          | 1291-1295 circa | affresco                       | 300x300          | Italia             | Assisi             | Basilica superiore                        | Attribuito al Maestro d'Isacco, probabilmente il giovane Giotto stesso.                                                                        |
|          | Uccisione di Abele                                                       | 1291-1295 circa | affresco                       | 300x300          | Italia             | Assisi             | Basilica superiore                        | Attribuito al Maestro d'Isacco, probabilmente il giovane Giotto stesso.                                                                        |
|          | Volta dei Dottori della Chiesa e sott'arco con coppie di Santi           | 1291-1295 circa | affresco                       | 104x208          | Italia             | Assisi             | Basilica superiore                        | Attribuita al Maestro d'Isacco, probabilmente il giovane Giotto stesso. Andata distrutta nel terremoto del 1997, salvati solo pochi frammenti. |
|          | Deposizione dalla croce                                                  | 1291-1295 circa | affresco                       | 300x300          | Italia             | Assisi             | Basilica superiore                        | Attribuita al giovane Giotto o a Pietro Cavallini.                                                                                             |
|          | Resurrezione                                                             | 1291-1295 circa | affresco                       | 300x300          | Italia             | Assisi             | Basilica superiore                        | Attribuita al giovane Giotto o a Pietro Cavallini.                                                                                             |
|          | Pentecoste                                                               | 1291-1295 circa | affresco                       | 500x400          | Italia             | Assisi             | Basilica superiore                        | Attribuito alla bottega di Giotto |
|          | Ascensione                                                               | 1291-1295 circa | affresco                       | 500x400          | Italia             | Assisi             | Basilica superiore                        | Attribuito alla bottega di Giotto |
|          | San Pietro                                                               | 1291-1295 circa | affresco                       | 60x60            | Italia             | Assisi             | Basilica superiore                        | Attribuito alla bottega di Giotto |
|          | San Paolo                                                                | 1291-1295 circa | affresco                       | 50x50            | Italia             | Assisi             | Basilica superiore                        | Attribuito alla bottega di Giotto |
|          | Madonna col Bambino ridente                                              | 1291-1295 circa | affresco                       | 110x110          | Italia             | Assisi             | Basilica superiore                        | Attribuzione incerta |
|          | Storie di san Francesco                                                  | 1295-1299 circa | affreschi                      |                  | Italia             | Assisi             | Basilica superiore                        | Con numerosi collaboratori (vedi questione giottesca).                                                                                         |
|          | Omaggio dell'uomo semplice                                               | 1295-1299 circa | affresco                       | 270x230          | Italia             | Assisi             | Basilica superiore                        | Con numerosi collaboratori (vedi questione giottesca).                                                                                         |
|          | San Francesco dona il mantello a un povero                               | 1295-1299 circa | affresco                       | 270x230          | Italia             | Assisi             | Basilica superiore                        | Con numerosi collaboratori (vedi questione giottesca).                                                                                         |
|          | Sogno delle armi                                                         | 1295-1299 circa | affresco                       | 270x230          | Italia             | Assisi             | Basilica superiore                        | Con numerosi collaboratori (vedi questione giottesca).                                                                                         |
|          | Preghiera in San Damiano                                                 | 1295-1299 circa | affresco                       | 270x230          | Italia             | Assisi             | Basilica superiore                        | Con numerosi collaboratori (vedi questione giottesca).                                                                                         |
|          | San Francesco rinuncia ai beni terreni                                   | 1295-1299 circa | affresco                       | 270x230          | Italia             | Assisi             | Basilica superiore                        | Con numerosi collaboratori (vedi questione giottesca).                                                                                         |
|          | Sogno di Innocenzo III                                                   | 1295-1299 circa | affresco                       | 270x230          | Italia             | Assisi             | Basilica superiore                        | Con numerosi collaboratori (vedi questione giottesca).                                                                                         |
|          | Innocenzo III conferma la Regola francescana                             | 1295-1299 circa | affresco                       | 270x230          | Italia             | Assisi             | Basilica superiore                        | Con numerosi collaboratori (vedi questione giottesca).                                                                                         |
|          | Apparizione di san Francesco su un carro di fuoco                        | 1295-1299 circa | affresco                       | 270x230          | Italia             | Assisi             | Basilica superiore                        | Con numerosi collaboratori (vedi questione giottesca).                                                                                         |
|          | Visione dei troni                                                        | 1295-1299 circa | affresco                       | 270x230          | Italia             | Assisi             | Basilica superiore                        | Con numerosi collaboratori (vedi questione giottesca).                                                                                         |
|          | Cacciata dei diavoli da Arezzo                                           | 1295-1299 circa | affresco                       | 270x230          | Italia             | Assisi             | Basilica superiore                        | Con numerosi collaboratori (vedi questione giottesca).                                                                                         |
|          | San Francesco davanti al Sultano                                         | 1295-1299 circa | affresco                       | 270x230          | Italia             | Assisi             | Basilica superiore                        | Con numerosi collaboratori (vedi questione giottesca).                                                                                         |
|          | San Francesco in estasi                                                  | 1295-1299 circa | affresco                       | 270x230          | Italia             | Assisi             | Basilica superiore                        | Con numerosi collaboratori (vedi questione giottesca).                                                                                         |
|          | Presepe di Greccio                                                       | 1295-1299 circa | affresco                       | 270x230          | Italia             | Assisi             | Basilica superiore                        | Con numerosi collaboratori (vedi questione giottesca).                                                                                         |
|          | Miracolo della sorgente                                                  | 1295-1299 circa | affresco                       | 270x200          | Italia             | Assisi             | Basilica superiore                        | Con numerosi collaboratori (vedi questione giottesca).                                                                                         |
|          | Predica agli uccelli                                                     | 1295-1299 circa | affresco                       | 270x200          | Italia             | Assisi             | Basilica superiore                        | Con numerosi collaboratori (vedi questione giottesca).                                                                                         |
|          | Morte del cavaliere di Celano                                            | 1295-1299 circa | affresco                       | 270x230          | Italia             | Assisi             | Basilica superiore                        | Con numerosi collaboratori (vedi questione giottesca).                                                                                         |
|          | Predica davanti a Onorio III                                             | 1295-1299 circa | affresco                       | 270x230          | Italia             | Assisi             | Basilica superiore                        | Con numerosi collaboratori (vedi questione giottesca).                                                                                         |
|          | San Francesco appare al Capitolo di Arles                                | 1295-1299 circa | affresco                       | 270x230          | Italia             | Assisi             | Basilica superiore                        | Con numerosi collaboratori (vedi questione giottesca).                                                                                         |
|          | San Francesco riceve le stigmate                                         | 1295-1299 circa | affresco                       | 270x230          | Italia             | Assisi             | Basilica superiore                        | Con numerosi collaboratori (vedi questione giottesca).                                                                                         |
|          | Morte di san Francesco                                                   | 1295-1299 circa | affresco                       | 270x230          | Italia             | Assisi             | Basilica superiore                        | Con numerosi collaboratori (vedi questione giottesca).                                                                                         |
|          | Visioni di frate Agostino e del vescovo di Assisi                        | 1295-1299 circa | affresco                       | 270x230          | Italia             | Assisi             | Basilica superiore                        | Con numerosi collaboratori (vedi questione giottesca).                                                                                         |
|          | Girolamo esamina le stimmate                                             | 1295-1299 circa | affresco                       | 270x230          | Italia             | Assisi             | Basilica superiore                        | Con numerosi collaboratori (vedi questione giottesca).                                                                                         |
|          | Saluto di santa Chiara e delle sue compagne a san Francesco              | 1295-1299 circa | affresco                       | 270x230          | Italia             | Assisi             | Basilica superiore                        | Con numerosi collaboratori (vedi questione giottesca).                                                                                         |
|          | Canonizzazione di san Francesco                                          | 1295-1299 circa | affresco                       | 270x230          | Italia             | Assisi             | Basilica superiore                        | Con numerosi collaboratori (vedi questione giottesca).                                                                                         |
|          | San Francesco appare a Gregorio IX                                       | 1295-1299 circa | affresco                       | 270x230          | Italia             | Assisi             | Basilica superiore                        | Con numerosi collaboratori (vedi questione giottesca).                                                                                         |
|          | Guarigione dell'uomo di Lleida                                           | 1295-1299 circa | affresco                       | 270x230          | Italia             | Assisi             | Basilica superiore                        | Stesura attribuita al Maestro della Santa Cecilia (vedi questione giottesca).                                                                  |
|          | Confessione della donna resuscitata                                      | 1295-1299 circa | affresco                       | 270x230          | Italia             | Assisi             | Basilica superiore                        | Stesura attribuita al Maestro della Santa Cecilia (vedi questione giottesca).                                                                  |
|          | San Francesco libera l'eretico Pietro di Alife                           | 1295-1299 circa | affresco                       | 270x230          | Italia             | Assisi             | Basilica superiore                        | Stesura attribuita al Maestro della Santa Cecilia (vedi questione giottesca).                                                                  |
|          | Bonifacio VIII indice il giubileo del 1300                               | 1300 circa      | affresco staccato frammentario | 110x110          | Italia             | Roma               | Basilica di San Giovanni in Laterano      | |
|          | Testa di pastore                                                         | 1300-1305 circa | affresco staccato frammentario | 250x135          | Italia             | Firenze            | Galleria dell'Accademia                   | Frammenti di un ciclo sulla Vita della Vergine dalla Badia Fiorentina                                                                          |
|          | Polittico di Badia                                                       | 1300 circa      | tempera e oro su tavola        | 91x340           | Italia             | Firenze            | Galleria degli Uffizi                     | |
|          | Stigmate di san Francesco con tre Storie di san Francesco nella predella | 1300 circa      | tempera e oro su tavola        | 314x162          | Francia            | Parigi             | Louvre                                    | Firmato |
|          | Frate francescano                                                        | 1300 circa      | tempera e oro su tavola        | 54x39            | Italia             | Firenze            | Villa I Tatti (collezione Berenson)       | |
|          | Crocifisso di Rimini                                                     | 1301            | tempera e oro su tavola        | 430x303          | Italia             | Rimini             | Tempio malatestiano                       | |
|          | Redentore                                                                | 1301-1302       | tempera e oro su tavola        | 81x86            | Regno Unito        | Londra             | Collezione privata                        | Cimasa della Croce di Rimini. |
|          | Cappella degli Scrovegni                                                 | 1303-1305 circa | affreschi                      |                  | Italia             | Padova             | Cappella degli Scrovegni                  | Scene per la maggior parte autografe, con l'inevitabile partecipazione di collaboratori.                                                       |
|          | Volta                                                                    | 1303-1305 circa | affresco                       |                  | Italia             | Padova             | Cappella degli Scrovegni                  | |
|          | Cacciata di Gioacchino                                                   | 1303-1305 circa | affresco                       | 200x185          | Italia             | Padova             | Cappella degli Scrovegni                  | |
|          | Ritiro di Gioacchino tra i pastori                                       | 1303-1305 circa | affresco                       | 200x185          | Italia             | Padova             | Cappella degli Scrovegni                  | |
|          | Annuncio a sant'Anna                                                     | 1303-1305 circa | affresco                       | 200x185          | Italia             | Padova             | Cappella degli Scrovegni                  | |
|          | Sacrificio di Gioacchino                                                 | 1303-1305 circa | affresco                       | 200x185          | Italia             | Padova             | Cappella degli Scrovegni                  | |
|          | Sogno di Gioacchino                                                      | 1303-1305 circa | affresco                       | 200x185          | Italia             | Padova             | Cappella degli Scrovegni                  | |
|          | Incontro di Anna e Gioacchino alla Porta d'Oro                           | 1303-1305 circa | affresco                       | 200x185          | Italia             | Padova             | Cappella degli Scrovegni                  | |
|          | Natività di Maria                                                        | 1303-1305 circa | affresco                       | 200x185          | Italia             | Padova             | Cappella degli Scrovegni                  | |
|          | Presentazione di Maria al Tempio                                         | 1303-1305 circa | affresco                       | 200x185          | Italia             | Padova             | Cappella degli Scrovegni                  | |
|          | Consegna delle verghe                                                    | 1303-1305 circa | affresco                       | 200x185          | Italia             | Padova             | Cappella degli Scrovegni                  | |
|          | Preghiera per la fioritura delle verghe                                  | 1303-1305 circa | affresco                       | 200x185          | Italia             | Padova             | Cappella degli Scrovegni                  | |
|          | Sposalizio della Vergine                                                 | 1303-1305 circa | affresco                       | 200x185          | Italia             | Padova             | Cappella degli Scrovegni                  | |
|          | Corteo nuziale di Maria                                                  | 1303-1305 circa | affresco                       | 200x185          | Italia             | Padova             | Cappella degli Scrovegni                  | |
|          | Dio invia l'arcangelo Gabriele                                           | 1303-1305 circa | affresco                       | 230x690          | Italia             | Padova             | Cappella degli Scrovegni                  | Con un inserto ligneo nella figura di Dio |
|          | Angelo annunciante                                                       | 1303-1305 circa | affresco                       | 150x195          | Italia             | Padova             | Cappella degli Scrovegni                  | |
|          | Vergine annunciata                                                       | 1303-1305 circa | affresco                       | 150x195          | Italia             | Padova             | Cappella degli Scrovegni                  | |
|          | Visitazione                                                              | 1306 circa      | affresco                       | 150x140          | Italia             | Padova             | Cappella degli Scrovegni                  | |
|          | Natività di Gesù e annuncio ai pastori                                   | 1303-1305 circa | affresco                       | 200x185          | Italia             | Padova             | Cappella degli Scrovegni                  | |
|          | Adorazione dei Magi                                                      | 1303-1305 circa | affresco                       | 200x185          | Italia             | Padova             | Cappella degli Scrovegni                  | |
|          | Presentazione di Gesù al Tempio                                          | 1303-1305 circa | affresco                       | 200x185          | Italia             | Padova             | Cappella degli Scrovegni                  | |
|          | Fuga in Egitto                                                           | 1303-1305 circa | affresco                       | 200x185          | Italia             | Padova             | Cappella degli Scrovegni                  | |
|          | Strage degli innocenti                                                   | 1303-1305 circa | affresco                       | 200x185          | Italia             | Padova             | Cappella degli Scrovegni                  | |
|          | Cristo tra i dottori                                                     | 1303-1305 circa | affresco                       | 200x185          | Italia             | Padova             | Cappella degli Scrovegni                  | |
|          | Battesimo di Cristo                                                      | 1303-1305 circa | affresco                       | 200x185          | Italia             | Padova             | Cappella degli Scrovegni                  | |
|          | Nozze di Cana                                                            | 1303-1305 circa | affresco                       | 200x185          | Italia             | Padova             | Cappella degli Scrovegni                  | |
|          | Resurrezione di Lazzaro                                                  | 1303-1305 circa | affresco                       | 200x185          | Italia             | Padova             | Cappella degli Scrovegni                  | |
|          | Ingresso a Gerusalemme                                                   | 1303-1305 circa | affresco                       | 200x185          | Italia             | Padova             | Cappella degli Scrovegni                  | |
|          | Cacciata dei mercanti dal Tempio                                         | 1303-1305 circa | affresco                       | 200x185          | Italia             | Padova             | Cappella degli Scrovegni                  | |
|          | Tradimento di Giuda                                                      | 1303-1305 circa | affresco                       | 150x140          | Italia             | Padova             | Cappella degli Scrovegni                  | |
|          | Ultima Cena                                                              | 1303-1305 circa | affresco                       | 200x185          | Italia             | Padova             | Cappella degli Scrovegni                  | |
|          | Lavanda dei piedi                                                        | 1303-1305 circa | affresco                       | 200x185          | Italia             | Padova             | Cappella degli Scrovegni                  | |
|          | Bacio di Giuda                                                           | 1306 circa      | affresco                       | 200x185          | Italia             | Padova             | Cappella degli Scrovegni                  | |
|          | Cristo davanti a Caifa                                                   | 1303-1305 circa | affresco                       | 200x185          | Italia             | Padova             | Cappella degli Scrovegni                  | |
|          | Cristo deriso                                                            | 1303-1305 circa | affresco                       | 200x185          | Italia             | Padova             | Cappella degli Scrovegni                  | |
|          | Andata al Calvario                                                       | 1303-1305 circa | affresco                       | 200x185          | Italia             | Padova             | Cappella degli Scrovegni                  | |
|          | Crocifissione                                                            | 1303-1305 circa | affresco                       | 200x185          | Italia             | Padova             | Cappella degli Scrovegni                  | |
|          | Compianto sul Cristo morto                                               | 1303-1305 circa | affresco                       | 200x185          | Italia             | Padova             | Cappella degli Scrovegni                  | |
|          | Resurrezione e Noli me tangere                                           | 1303-1305 circa | affresco                       | 200x185          | Italia             | Padova             | Cappella degli Scrovegni                  | |
|          | Ascensione                                                               | 1303-1305 circa | affresco                       | 200x185          | Italia             | Padova             | Cappella degli Scrovegni                  | |
|          | Pentecoste                                                               | 1303-1305 circa | affresco                       | 200x185          | Italia             | Padova             | Cappella degli Scrovegni                  | |
|          | Giudizio universale                                                      | 1306 circa      | affresco                       | 1000x840         | Italia             | Padova             | Cappella degli Scrovegni                  | |
|          | Prudenza                                                                 | 1306 circa      | affresco                       | 120x60           | Italia             | Padova             | Cappella degli Scrovegni                  | |
|          | Fortezza                                                                 | 1306 circa      | affresco                       | 120x55           | Italia             | Padova             | Cappella degli Scrovegni                  | |
|          | Temperanza                                                               | 1306 circa      | affresco                       | 120x55           | Italia             | Padova             | Cappella degli Scrovegni                  | |
|          | Giustizia                                                                | 1306 circa      | affresco                       | 120x60           | Italia             | Padova             | Cappella degli Scrovegni                  | |
|          | Fede                                                                     | 1306 circa      | affresco                       | 120x55           | Italia             | Padova             | Cappella degli Scrovegni                  | |
|          | Carità                                                                   | 1306 circa      | affresco                       | 120x55           | Italia             | Padova             | Cappella degli Scrovegni                  | |
|          | Speranza                                                                 | 1306 circa      | affresco                       | 120x60           | Italia             | Padova             | Cappella degli Scrovegni                  | |
|          | Disperazione                                                             | 1306 circa      | affresco                       | 120x60           | Italia             | Padova             | Cappella degli Scrovegni                  | |
|          | Invidia                                                                  | 1306 circa      | affresco                       | 120x55           | Italia             | Padova             | Cappella degli Scrovegni                  | |
|          | Infedeltà                                                                | 1306 circa      | affresco                       | 120x55           | Italia             | Padova             | Cappella degli Scrovegni                  | |
|          | Ingiustizia                                                              | 1306 circa      | affresco                       | 120x60           | Italia             | Padova             | Cappella degli Scrovegni                  | |
|          | Ira                                                                      | 1306 circa      | affresco                       | 120x55           | Italia             | Padova             | Cappella degli Scrovegni                  | |
|          | Scostanza                                                                | 1306 circa      | affresco                       | 120x55           | Italia             | Padova             | Cappella degli Scrovegni                  | |
|          | Stoltezza                                                                | 1306 circa      | affresco                       | 120x55           | Italia             | Padova             | Cappella degli Scrovegni                  | |
|          | Coretti                                                                  | 1306 circa      | affresco                       | 150x140          | Italia             | Padova             | Cappella degli Scrovegni                  | |
|          | Crocifisso di Padova                                                     | 1304            | tempera e oro su tavola        | 223x164          | Italia             | Padova             | Musei civici                              | |
|          | Mosaico della navicella                                                  | 1305-1313 circa | mosaico frammentario           | 740x990          | Città del Vaticano | Città del Vaticano | Basilica di San Pietro in Vaticano        | Decorava la facciata dell'antica basilica di San Pietro in Vaticano                                                                            |
|          | Angelo                                                                   | 1305-1313 circa | mosaico frammentario           | 65x65            | Italia             | Boville Ernica     | chiesa di San Pietro Ispano               | Probabile frammento superstite del mosaico della Navicella.                                                                                    |
|          | Angelo                                                                   | 1305-1313 circa | mosaico frammentario           | 65x65            | Italia             | Roma               | Museo del tesoro di San Pietro            | Probabile frammento superstite del mosaico della Navicella.                                                                                    |
|          | Cappella della Maddalena                                                 | 1307-1308 circa | affreschi                      |                  | Italia             | Assisi             | Basilica inferiore                        | Con esteso ricorso a collaboratori. |
|          | Transetto destro della basilica inferiore di Assisi                      | 1308-1310 circa | affreschi                      |                  | Italia             | Assisi             | Basilica inferiore                        | Con esteso ricorso a collaboratori. |
|          | Crocifissione con cinque francescani                                     | 1308-1310 circa | affresco                       |                  | Italia             | Assisi             | Basilica inferiore                        | Con collaboratori. |
|          | Polittico di Santa Reparata (recto)                                      | 1305-1310 circa | tempera e oro su tavola        | 96x242           | Italia             | Firenze            | Duomo                                     | Con la bottega. |
|          | Polittico di Santa Reparata (verso)                                      | 1305-1310 circa | tempera e oro su tavola        | 96x242           | Italia             | Firenze            | Duomo                                     | Con la bottega. |
|          | Maestà di Ognissanti                                                     | 1310-1311 circa | tempera e oro su tavola        | 325×204          | Italia             | Firenze            | Galleria degli Uffizi                     | |
|          | Dormitio Virginis                                                        | 1312-1314       | tempera e oro su tavola        | 74,7x173,4       | Germania           | Berlino            | Gemäldegalerie                            | |
|          | Madonna dolente                                                          | 1311-1315 circa | affresco frammentario staccato | 64x45            | Italia             | Firenze            | Museo di Santa Croce                      | |
|          | Crocifisso di Ognissanti                                                 | 1315 circa      | tempera e oro su tavola        | 468x375          | Italia             | Firenze            | Chiesa di Ognissanti                      | |
|          | Crocifisso del Louvre                                                    | 1315 circa      | tempera e oro su tavola        | 277x225 cm       | Francia            | Parigi             | Louvre                                    | Attribuzione incerta, con collaboratori |
|          | Cappella Peruzzi                                                         | 1318-1322 circa | pittura a secco su parete      |                  | Italia             | Firenze            | Basilica di Santa Croce                   | |
|          | Polittico Peruzzi                                                        | 1318-1322 circa | tempera e oro su tavola        | 105,7x250,2      | Stati Uniti        | Raleigh            | Museo d'arte della Carolina del Nord      | Con estesa partecipazione di collaboratori. |
|          | Polittico Stefaneschi (recto)                                            | 1320 circa      | tempera e oro su tavola        | 220x245          | Città del Vaticano | Città del Vaticano | Pinacoteca vaticana                       | |
|          | Polittico Stefaneschi (verso)                                            | 1320 circa      | tempera e oro su tavola        | 220x245          | Città del Vaticano | Città del Vaticano | Pinacoteca vaticana                       | |
|          | Crocifissione di Berlino                                                 | 1320 circa      | tempera e oro su tavola        | 58x33            | Germania           | Berlino            | Gemäldegalerie                            | Attribuzione incerta. |
|          | Crocifissione di Strasburgo                                              | 1320 circa      | tempera e oro su tavola        | 39x26            | Francia            | Strasburgo         | Musée des Beaux-Arts                      | Attribuzione incerta. |
|          | Adorazione dei Magi                                                      | 1320-1325 circa | tempera e oro su tavola        | 44x45            | Stati Uniti        | New York           | Metropolitan Museum of Art                | |
|          | Presentazione al Tempio                                                  | 1320-1325 circa | tempera e oro su tavola        | 44x43            | Stati Uniti        | Boston             | Isabella Stewart-Gardner Museum           | |
|          | Ultima cena                                                              | 1320-1325 circa | tempera e oro su tavola        | 42,56x43         | Germania           | Monaco             | Alte Pinakothek                           | |
|          | Crocifissione                                                            | 1320-1325 circa | tempera e oro su tavola        | 45x43,5          | Germania           | Monaco             | Alte Pinakothek                           | |
|          | Deposizione                                                              | 1320-1325 circa | tempera e oro su tavola        | 44,5x43          | Italia             | Firenze            | Villa I Tatti (collezione Berenson)       | |
|          | Discesa al Limbo                                                         | 1320-1325 circa | tempera e oro su tavola        | 45x43,5          | Germania           | Monaco             | Alte Pinakothek                           | |
|          | Pentecoste                                                               | 1320-1325 circa | tempera e oro su tavola        | 45x43,5          | Regno Unito        | Londra             | National Gallery                          | |
|          | Cappella Bardi                                                           | 1325 circa      | pittura a secco su parete      |                  | Italia             | Firenze            | Basilica di Santa Croce                   | |
|          | Madonna col Bambino                                                      | 1325-1330 circa | tempera e oro su tavola        | 85,5x62          | Stati Uniti        | Washington         | National Gallery of Art                   | |
|          | San Giovanni Evangelista                                                 | 1325-1330 circa | tempera e oro su tavola        | 81x55            | Francia            | Chaalis            | Musée Jacquemart-André                    | |
|          | San Lorenzo                                                              | 1325-1330 circa | tempera e oro su tavola        | 81x55            | Francia            | Chaalis            | Musée Jacquemart-André                    | |
|          | Polittico Baroncelli                                                     | 1328 circa      | tempera e oro su tavola        | 185x323          | Italia             | Firenze            | Basilica di Santa Croce                   | Firmato "Opus Magistri Jocti" ma spesso assegnato ad aiuti di bottega, in particolare Taddeo Gaddi                                             |
|          | Eterno e angeli                                                          | 1328 circa      | tempera e oro su tavola        | 76,2x71,1        | Stati Uniti        | San Diego          | San Diego Museum of Art                   | Forse cimasa del Polittico Baroncelli |
|          | Crocifisso di San Felice                                                 | 1330 circa      | tempera e oro su tavola        | 343x432          | Italia             | Firenze            | Chiesa di San Felice in Piazza            | Probabilmente opera di bottega |
|          | Polittico di Bologna                                                     | 1330-1334       | tempera e oro su tavola        | 146,5x217        | Italia             | Bologna            | Pinacoteca nazionale                      | Firmato |
|          | Madonna del Rifugio                                                      | 1335 circa      | tempera e oro su tavola        | -                | Italia             | Firenze            | Chiesa di Santa Maria a Ricorboli         | Con ricorso ad aiuti |
|          | Santo Stefano                                                            | 1330-1335 circa | tempera e oro su tavola        | 84x54            | Italia             | Firenze            | Museo Horne                               | |
|          | Allegorie francescane                                                    | 1334 circa      | affreschi                      |                  | Italia             | Assisi             | Basilica inferiore                        | Con esteso ricorso ad aiuti, forse da riferire al Parente di Giotto                                                                            |
|          | Cappella del Podestà                                                     | 1334-1337       | affreschi                      |                  | Italia             | Firenze            | Palazzo del Bargello                      | Forse Giotto dipinse solo alcuni ritratti, tra cui quello di Dante.                                                                            |